# Aristelix chrysogastra
Aristelix chrysogastra är en stekelart som först beskrevs av Vladimir Ivanovich Tobias 1986.  Aristelix chrysogastra ingår i släktet Aristelix och familjen bracksteklar. Inga underarter finns listade.